# Kolding

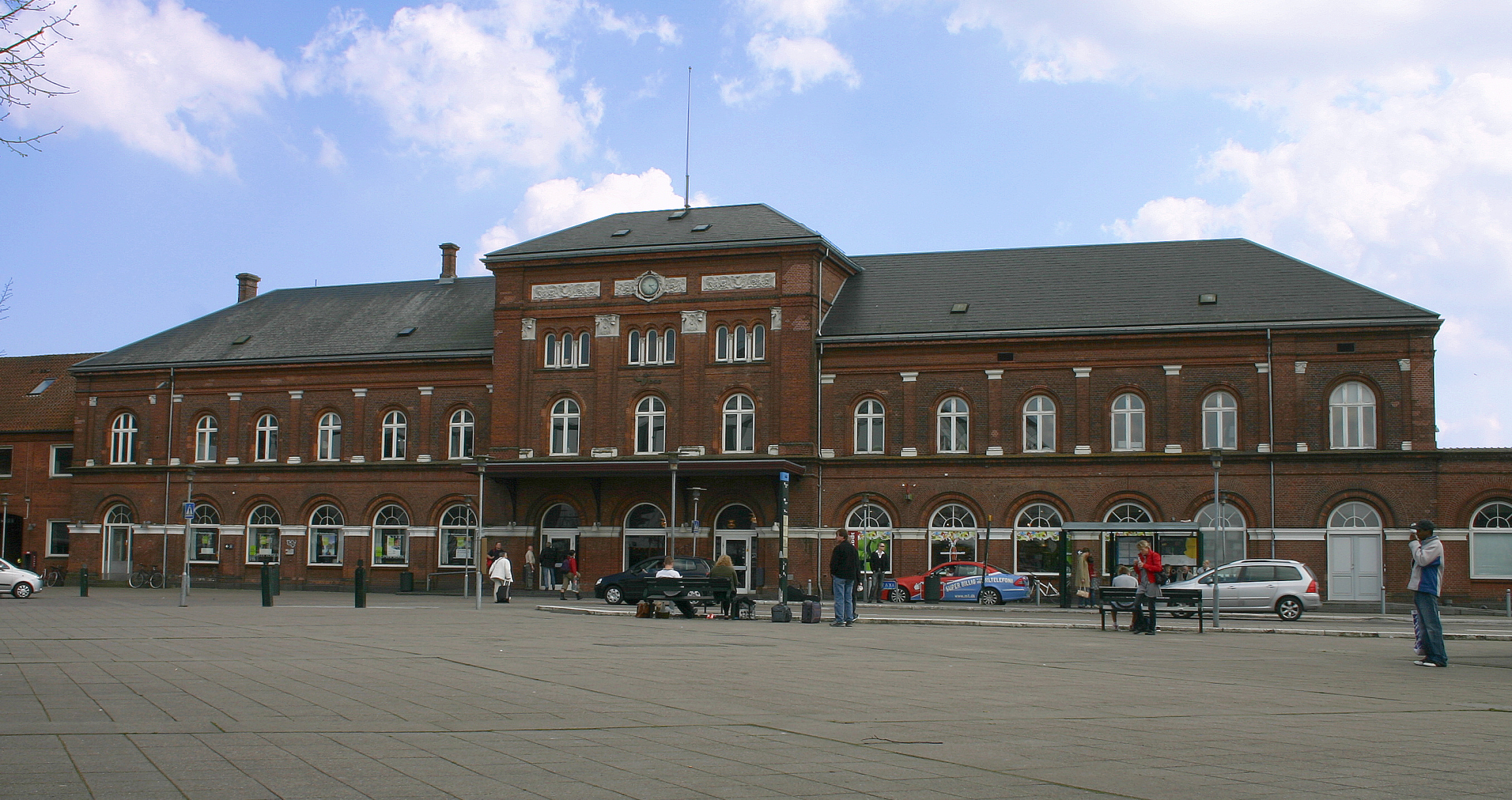
Gara

Kolding este un oraș în Danemarca.